# Rogue Legacy
Rogue Legacy — компьютерная игра в жанре платформера с элементами roguelike, разработанная и изданная канадской командой разработчиков Cellar Door Games, основанной братьями Тедди и Бенни Ли. Выход для PC-совместимых компьютеров на операционной системе Windows состоялся 27 июня 2013 года. 16 октября того же года были выпущены версии игры для OS X и Linux, а 29 июля 2014 года состоялся выпуск игры для платформ PlayStation 3, PlayStation 4 и PlayStation Vita. 9 ноября 2018 году игра вышла на Nintendo Switch.
Игра представляет собой двухмерный платформер в фэнтезийном стиле, в котором, подобно играм жанра roguelike, карта игрового мира заново генерируется случайным образом каждый раз, когда персонаж погибает; игроку предлагается начать игру заново новым персонажем, имеющим ту или иную особенность. По ходу прохождения игрок улучшает вооружение и обмундирование своих персонажей. Цель игрока — победить пятерых боссов.
При создании Rogue Legacy братья Ли вдохновлялись играми Demon's Souls и Dark Souls, желая в своей работе над Rogue Legacy создать их двухмерную версию. На разработку Rogue Legacy создатели потратили 18 месяцев, а также 14 878 долларов собственных денег.
Игра получила в основном положительные оценки от критиков. На сайте-агрегаторе рецензий Metacritic игра получила в основном положительные отзывы. Версии игры для PC, PlayStation 4 и PlayStation Vita получили 85 баллов из 100, а версия для Xbox One — 84 балла из 100. Критики высоко оценили игровой процесс Rogue Legacy, однако некоторые из них посчитали, что игра не подходит для нетерпеливых и быстро разочаровывающихся игроков.
23 июня 2020 года разработчики объявили о разработке Rogue Legacy 2 и выпуске её в ранний доступ через месяц, 23 июля. Впоследствии ранний доступ игры был перенесен на 18 августа этого же года из-за желания разработчика доработать продукт.

## Игровой процесс
Rogue Legacy — компьютерная игра в жанре платформера с элементами roguelike. Игрок исследует процедурно сгенерированные локации, добывает золото, оружие и броню для своего персонажа, а также сражается с врагами. В Rogue Legacy присутствуют четыре локации — замок, лес, башня и подземелье. В каждой из них свой уровень сложности, свои враги и свой босс. Цель игрока — победить четырёх боссов в разных локациях, после чего игрок получает возможность сразиться с пятым, финальным боссом.
В случае гибели персонажа игрок должен выбрать одного из трёх новых персонажей — детей погибшего героя; в очередном прохождении игрок управляет уже этим наследником. У каждого из героев имеется свой класс, заклинание, которое он может использовать, а также свои особенности. Например, персонаж может страдать болезнью Альцгеймера, СДВГ, слабоумием, иметь нетрадиционную сексуальную ориентацию и так далее.
После гибели персонажа игрок может использовать собранное им золото для улучшения характеристик будущих персонажей, а также потратить на покупку нового оружия, брони и рун, каждая из которых придаёт персонажу определённую способность. Чтобы получить доступ к определённой руне, игроку необходимо разблокировать её — для этого нужно найти в игре комнату с магическим сундуком и выполнить определённое задание, например, дойти до сундука без единого прыжка или уничтожить всех врагов в комнате. Если условие выполнено успешно, персонаж сможет открыть магический сундук и активировать найденную руну, позволяющую персонажу, например, совершать двойной прыжок. Помимо рун, по ходу игры можно обнаружить сундуки с чертежами, открыв которые, игрок получает доступ к мечу или броне, которые впоследствии игрок сможет надеть на своего персонажа. Оружие и броня повышают атаку, защиту и ману игрока, а некоторые элементы брони и мечи могут дать игроку те или иные способности, такие как повышение шанса критического удара или восстановление очков здоровья после убийства врага.
Перед тем как персонаж войдёт в замок, он может воспользоваться услугами одного из трёх персонажей, стоящих у входа в замок. Среди них кузнец, волшебница и архитектор. У кузнеца игрок может надевать на своего персонажа мечи, шлемы, нагрудники, поножи с перчатками и плащи; у волшебницы игрок может повесить на своего персонажа руны, придающие персонажу дополнительные способности; а архитектор может восстановить игровую карту, которую игрок исследовал в прошлый раз, забирая в качестве платы за это 40 % золота, которого игрок добудет при следующем запуске уровня.

## Разработка и выпуск
Rogue Legacy была разработана братьями Кенни и Тедди Ли из Торонто; вся студия Cellar Door Games состояла только из них самих. В прошлом братья занимались созданием браузерных игр, но Rogue Legacy была на тот момент крупнейшим проектом Cellar Door Games — разработка игры заняла 18 месяцев, тогда как самый большой проект из предыдущих занял лишь 4 месяца. По словам Кенни Ли, Тедди обеспечивал их обоих своими заработками, давая возможность самому Кенни оставаться дома и работать над игрой целыми днями.
Источниками вдохновения для игры послужили такие игры, как Demon's Souls и Dark Souls: братья хотели сделать двухмерную версию этих игр. Тедди Ли сравнивал процедурную генерацию замка в Rogue Legacy со схожей независимой игрой — Spelunky, отметив, что братья старались сделать собственную игру относительно щадящей по отношению к игроку и простой в освоении, позволяя игроку непрерывно совершенствовать своего персонажа, не начиная развитие каждый раз «с нуля». В связи с этими разработчиками было принято решение удалить из Rogue Legacy изначально задуманную систему накопления опыта, который давал бы игроку бонусы.
Выход игры для Windows состоялся 27 июня 2013 года. По словам братьев Ли, на разработку Rogue Legacy было потрачено в общей сложности 14 878 долларов, затраты на разработку были покрыты спустя первый час после начала продажи игры; на прошлые восемь проектов разработчики тратили в среднем по 1000 долларов за каждый. Также разработчики отметили, что за первую неделю после выхода было продано свыше 100 тысяч копий игры.
Выпуск Rogue Legacy для PlayStation 3, PlayStation 4 и PlayStation Vita состоялся 29 июля 2014 года.
В декабре 2014 года Cellar Door Games совместно с компанией IndieBox, выпускающей коллекционные издания инди-игр, выпустила эксклюзивную лимитированную версию Rogue Legacy. Это издание включало в себя предметы с атрибутикой Rogue Legacy: флешку, официальный саундтрек игры, настольную карточную игру, руководство пользователя, брелок для ключей в виде меча, а также ключ для активации игры в Steam.

### Продолжение
Cellar Doors Games объявили 23 июня 2020 года, что Rogue Legacy 2 — следующая часть игры — находится в разработке и будет отправлена в ранний доступ 23 июля. Вскоре разработчики перенесли ранний доступ игры на 18 августа, сообщив, что желают внести в проект некоторые правки. Заявление 23 июня 2020 года сопровождалось игровым трейлером нового продукта. Из нового трейлера журналисты выяснили, что игровые персонажи теперь будут иметь возможность сражаться не только мечом, но и топором и луком, из чего следует, что разработчики внедрили в игру новые классы героев. Также был значительно переработан художественный стиль. Художники решили отдалиться от пиксельной графики в пользу большей детализации и анимации.

## Оценки и критика
| Сводный рейтинг       | Сводный рейтинг | Сводный рейтинг | Сводный рейтинг | Сводный рейтинг | Сводный рейтинг |
| Издание               | Оценка          | Оценка          | Оценка          | Оценка          | Оценка          |
| Издание               | PC              | PS3             | PS4             | PS Vita         | Xbox One        |
| --------------------- | --------------- | --------------- | --------------- | --------------- | --------------- |
| GameRankings          | 84,38 %         | 90,00 %         | 86,60 %         | 85,17 %         | 82,40 %         |
| Metacritic            | 85/100          | N/A             | 85/100          | 85/100          | 84/100          |
| Иноязычные издания    |                 |                 |                 |                 |                 |
| Издание               | Оценка          | Оценка          | Оценка          | Оценка          | Оценка          |
| Издание               | PC              | PS3             | PS4             | PS Vita         | Xbox One        |
| Destructoid           | 8,5/10          | N/A             | N/A             | N/A             | N/A             |
| Edge                  | 8/10            | N/A             | N/A             | N/A             | N/A             |
| Eurogamer             | 8/10            | N/A             | N/A             | N/A             | N/A             |
| Game Informer         | 8,5/10          | N/A             | N/A             | N/A             | N/A             |
| GameSpot              | 8,5/10          | 8/10            | 8/10            | 8/10            | N/A             |
| IGN                   | 9/10            | N/A             | N/A             | N/A             | N/A             |
| Polygon               | 9/10            | N/A             | N/A             | N/A             | N/A             |
| Wired                 | 9/10            | N/A             | N/A             | N/A             | N/A             |
| Русскоязычные издания |                 |                 |                 |                 |                 |
| Издание               | Оценка          | Оценка          | Оценка          | Оценка          | Оценка          |
| Издание               | PC              | PS3             | PS4             | PS Vita         | Xbox One        |
| Absolute Games        | 75 %            | N/A             | N/A             | N/A             | N/A             |
| Riot Pixels           | 85 %            | N/A             | N/A             | N/A             | N/A             |

Игра получила в основном положительные оценки. На сайте-агрегаторе оценок Metacritic Rogue Legacy получила 85 баллов из 100 для версий игры на PC, PlayStation 4 и PlayStation Vita на основе 43, 22 и 7 отзывов соответственно, а также 84 балла из 100 для версии игры для Xbox One на основе 6 рецензий.
Кэм Ши из IGN назвал Rogue Legacy одной из его любимых игр 2013 года. Он похвалил игру за её пиксельный дизайн, а также за соотношение цены и качества. Ина Берг из Gamer.no похвалила Rogue Legacy, но сказала, что играть в неё нетерпеливым и быстро расстраивающимся игрокам будет не лучшим решением. Франческо Фоссетти из издания Everyeye.it назвал игру «настоящим шедевром». Бриттон Пил из издания GameSpot похвалил Rogue Legacy за «неотразимое чувство прогрессии», описывая процесс развития персонажа, за множество классов героев, позволяющих игроку экспериментировать со стилями игры, однако Бриттон подверг критике то, что игроку не предоставляется разнообразие в выборе оружия ближнего боя, но добавил, что из-за её достоинств на недостатки возможно «закрыть глаза». Феликс Шютц из PC Gamer назвал игровой процесс игры захватывающим, сложным, а управление — отличным, однако однообразие и небольшой масштаб, по мнению рецензента, помешали игре достичь своего истинного потенциала.

### Награды
С 30 августа по 2 сентября в Сиэтле, США, проходила выставка независимых компьютерных игр PAX Prime 2013, в которой приняли участие разработчики десяти компьютерных игр, среди которых была Rogue Legacy. Rogue Legacy стала одним из финалистов на фестивале независимых игр IndieCade в 2013 году. Rogue Legacy заняла первое место в премии Indie of the Year Awards 2013 (с англ. — «Инди-игры 2013 года»), а также победила в номинации Best Singleplayer (с англ. — «Лучшая одиночная игра»). Сотрудники Amazon Games включили Rogue Legacy в ТОП-10 лучших игр 2013 года, поставив игру на второе место. Yahoo! Games также включила игру в ТОП-10 лучших игр года, поставив Rogue Legacy на 8 место.
Летом 2018 года, благодаря уязвимости в защите Steam Web API, стало известно, что точное количество пользователей сервиса Steam, которые играли в игру хотя бы один раз, составляет 1 479 581 человек.